# Aloysius Bertrand
Louis Jacques Napoléon Bertrand llamado artísticamente Aloysius Bertrand (Ceva, Piamonte, Italia, 20 de abril de 1807 - París, 29 de abril de 1841) fue un poeta francés del Romanticismo.
Escribió una colección de poemas titulados Gaspard de la nuit sobre la que el compositor Maurice Ravel escribió una suite del mismo nombre basada en los poemas, Scarbo, Ondine y Le Gibet. Introdujo el género literario conocido como el poema en prosa e inspiró a Charles Baudelaire, como el mismo autor lo indica en el prólogo de la obra al escribir Spleen de París, con la finalidad de describir la vida moderna de modo tan pintoresco como Gaspard de la Nuit lo hace con la vida medieval. 
Bertrand nació en Ceva, Piamonte, Italia y su familia se estableció en Dijon en 1814. Allí desarrolló un interés en la capital de Borgoña. Sus contribuciones a un diario local le llevaron al reconocimiento por Victor Hugo y Charles Augustin Sainte-Beuve. Vivió en París brevemente con poco éxito. Regresó a Dijon y continuó escribiendo para los periódicos locales. Gaspard de la nuit fue vendido en 1836 pero no fue publicado hasta 1842 después de su muerte por tuberculosis. El libro fue redescubierto por Charles Baudelaire y Stéphane Mallarmé. Hoy se considera una obra clásica de la poesía y literatura fantástica.

## Gaspar de la Noche
Gaspard de la nuit es la obra principal del autor; inaugura el género del poema en prosa, consta de seis partes que a su vez se subdividen en varios relatos. Abundan las metáforas y la fantasía en cada uno de los relatos, que nacen de las anécdotas muy peculiares de los personajes de la época.